# Spett Gyula
Spett Gyula (Szentannai, Debrecen, 1851. július 3. – Nagyvárad, 1922. szeptember 12.) magyar római katolikus pap, nagyprépost, egyházi író.

## Élete
Középiskolai tanulmányait szülővárosában végezte, majd a Pázmáneumban tanult teológiát. 1873. augusztus 7-én szentelték pappá, majd káplán, 1875-ben pedig szentszéki jegyző lett. 1886 és 1900 között Gyomán volt plébános, majd Endrődön lett esperes-plébános, emellett Szmrecsányi Pál szepesi, majd nagyváradi püspök oldalkanonokja, illetve dombói apát és pápai prelátus is volt.
Több egyházi, illetve vallási témájú művet fordított és rendezett sajtó alá, valamint a Katholikus Szemle munkatársa is volt, írói neve Szentannai, valamint Szentannai Spett volt. 1900-ban a Szent István Társulat tudományos és irodalmi osztályának, 1915-ben pedig a Szent István Akadémia I. osztályának tagja lett. 1922. szeptember 10-én nagyprépostnak nevezték ki, ám beiktatása előtt meghalt. Debrecenben a második római katolikus templom építésére félmillió koronát adott.